# Karrajävel
Karrajävel är Åtta Bier Ti Min Fars tredje och sista EP innan de bestämde sig för att släppa sina skivor på CD istället. Karrajävel släpptes 1991 på bandets eget bolag Raka Puckar Records. Karrajävel är Åtta Bier Ti Min Fars enda skiva där låtarna inte släppts på CD.

## Låtar på albumet
| Nr | Titel                           |  |
| -- | ------------------------------- |  |
| 1. | Karrajävel                      |  |
| 2. | Köra truck                      |  |
| 3. | Bönder i den danska huvudstaden |  |